# Erectopus superbus
Erectopus superbus (Erectopus, "peu parat") és un gènere representat per una única espècie de dinosaure teròpode carnosaure, que va viure a mitjan període Cretaci, fa aproximadament 111 milions d'anys, en l'Albià, en el que avui és Europa. El material que compon al tipus fou descobert a la fi del segle xix en l'en el jaç de l'arc de fosfats de la La Penthèive (Zona Mammilatum Albià inferior) de Louppy-li-Château a l'est de França, quins també han produït les restes plesiosaures, ictiosaures i cocodrils.
L'etimologia d'Erectopus es basa en l'estructura del peu (llatí erectus = " erecto" + grec pous = "peu"). D'acord amb morfologia distal de l'extrem de la tíbia i la morfologia deduïda de l'astràgal, Allain (2005, P. 83) va col·locar Erectopus superbus dins d'Allosauroidea i vist com un carnosaure. És el tercer carnosaure més jove conegut d'Europa del Cretaci inferior, després del " Teròpode de Montmirat"; (Valanginià) de França meridional i de Neovenator salerii (Barremià) d'illa de Wight.